# Jone Samuelsen
Jone Samuelsen (Stavanger, 6 juli 1984) is een Noors voetballer die doorgaans speelt als middenvelder. In maart 2020 verruilde hij Odd Grenland voor Storm BK. Samuelsen maakte in 2014 zijn debuut in het Noors voetbalelftal.

## Clubcarrière
Samuelsen begon zijn professionele voetbalcarrière in 2001 bij FK Haugesund, waar hij gedurende de drie jaar dat hij er speelde een vaste waarde zou worden. Hij speelde er samen met een andere talentvolle middenvelder, Christian Grindheim. In 2003 verkaste hij naar Viking FK. Hier veroverde hij een plek in Noorwegen –21. In de jaren 2004 en 2005 had hij moeite coach Roy Hodgson te overtuigen van zijn kunnen, maar na een verhuurperiode bij Skeid Fotball kwam hij sterker terug. In januari 2010 tekende hij voor Odd Grenland. Samuelsen kreeg internationale aandacht toen hij op 25 september 2011 tegen Tromsø IL vanaf eigen helft scoorde met een kopbal. De afstand werd later gemeten als 58,13 meter, wat een wereldrecord bleek te zijn. In maart 2020 verkaste Samuelsen naar Storm BK.

## Interlandcarrière
Samuelsen speelde tussen 2003 en 2006 zestien wedstrijden voor Noorwegen –21. Hij debuteerde in het Noors voetbalelftal op 27 mei 2014. Op die dag werd een vriendschappelijke wedstrijd tegen Frankrijk met 4–0 verloren. De middenvelder mocht van bondscoach Per-Mathias Høgmo in de tweede helft invallen voor Mats Møller Dæhli. De andere debutant in dit duel was Stian Ringstad (Lillestrøm SK). Vier dagen later, tijdens het duel tegen Rusland (1–1) kreeg Samuelsen voor het eerst een basisplaats.
| Interlands van Jone Samuelsen voor Noorwegen | Interlands van Jone Samuelsen voor Noorwegen | Interlands van Jone Samuelsen voor Noorwegen | Interlands van Jone Samuelsen voor Noorwegen | Interlands van Jone Samuelsen voor Noorwegen | Interlands van Jone Samuelsen voor Noorwegen | Interlands van Jone Samuelsen voor Noorwegen |
| №                                            | Datum                                        | Wedstrijd                                    | Uitslag                                      | Competitie                                   | Goals                                        |                                              |
| Als speler bij Odd Grenland                  | Als speler bij Odd Grenland                  | Als speler bij Odd Grenland                  | Als speler bij Odd Grenland                  | Als speler bij Odd Grenland                  | Als speler bij Odd Grenland                  | Als speler bij Odd Grenland                  |
| -------------------------------------------- | -------------------------------------------- | -------------------------------------------- | -------------------------------------------- | -------------------------------------------- | -------------------------------------------- | -------------------------------------------- |
| 1                                            | 27 mei 2014                                  | Frankrijk – Noorwegen                        | 4 – 0                                        | Vriendschappelijk                            |                                              |                                              |
| 2                                            | 31 mei 2014                                  | Noorwegen – Rusland                          | 1 – 1                                        | Vriendschappelijk                            |                                              |                                              |
| 3                                            | 27 augustus 2014                             | Noorwegen – Verenigde Arabische Emiraten     | 0 – 0                                        | Vriendschappelijk                            |                                              |                                              |
| 4                                            | 10 oktober 2014                              | Malta – Noorwegen                            | 0 – 3                                        | EK 2016 kwalificatie                         |                                              |                                              |
| 5                                            | 13 oktober 2014                              | Noorwegen – Wit-Rusland                      | 2 – 1                                        | EK 2016 kwalificatie                         |                                              |                                              |
| 6                                            | 12 november 2014                             | Noorwegen – Estland                          | 0 – 1                                        | Vriendschappelijk                            |                                              |                                              |
| 7                                            | 16 november 2014                             | Azerbeidzjan – Noorwegen                     | 0 – 1                                        | EK 2016 kwalificatie                         |                                              |                                              |
| 8                                            | 28 maart 2015                                | Kroatië – Noorwegen                          | 5 – 1                                        | EK 2016 kwalificatie                         |                                              |                                              |
| 9                                            | 3 september 2015                             | Bulgarije – Noorwegen                        | 0 – 1                                        | EK 2016 kwalificatie                         |                                              |                                              |
| 10                                           | 13 oktober 2015                              | Italië – Noorwegen                           | 2 – 1                                        | EK 2016 kwalificatie                         |                                              |                                              |

Bijgewerkt op 22 april 2025.